# San Juan Bautista Tlacoatzintepec
San Juan Bautista Tlacoatzintepec es una localidad del estado mexicano de Oaxaca. Es cabecera del municipio de San Juan Bautista Tlacoatzintepec.

## Demografía
| Censo | Población |
| ----- | --------- |
| 1900  | 667       |
| 1910  | 679       |
| 1921  | 547       |
| 1930  | 682       |
| 1940  | 650       |
| 1950  | 532       |
| 1960  | 903       |
| 1970  | 576       |
| 1980  | 812       |
| 1990  | 928       |
| 1995  | 1029      |
| 2000  | 1059      |
| 2005  | 1074      |
| 2010  | 1103      |
| 2020  | 966       |